# Miguel Ángel García
Miguel Ángel García (...) è un attore spagnolo,famoso per aver interpretato il ruolo di Daniel nel film Lo sguardo dell'altro con Laura Morante.

## Biografia
Miguel Ángel García ha esordito come attore nel 1989 recitando in un episodio della serie Primera función. Dopo aver recitato in alcuni film come La sombra del ciprés es alargada, Vacas e En brazos de la mujer madura, ha ottenuto grande successo recitando in Lo sguardo dell'altro.
Nel 2001 ha abbandonato la carriera di attore.

## Filmografia
- Primera función, nell'episodio "La dama del alba" (1989)
- La sombra del ciprés es alargada (1990)
- El obispo leproso (1990) Miniserie TV
- Fuera de juego (1991)
- Vacas (1992)
- Celia (1993) Serie TV
- Serie negra, nell'episodio "La sombra del delator" (1994) Miniserie TV
- En brazos de la mujer madura (1997)
- Lo sguardo dell'altro (La mirada del otro) (1998)
- Tío Willy, nell'episodio "Huevos fritos con puntilla" (1999)
- El secreto de la porcelana (1999) Miniserie TV
- Hospital Central, nell'episodio "En la cuerda floja" (2000)
- Fausto 5.0 (2001)
- Cuéntame, nell'episodio "Las mejores huelgas de nuestra vida" (2001)